# 无毛黄耆
无毛黄耆（学名：Astragalus severzovii）是豆科黄芪属的植物。分布于锡金以及中国大陆的云南、新疆、四川等地，生长于海拔4,000米的地区，多生在高山草地和沙石滩中，目前尚未由人工引种栽培。